# Hydractinia rugosa
Hydractinia rugosa är en nässeldjursart som beskrevs av John Fraser 1938. Hydractinia rugosa ingår i släktet Hydractinia och familjen Hydractiniidae. Inga underarter finns listade i Catalogue of Life.